# Cilunculus europaeus
Cilunculus europaeus is een zeespin uit de familie Ammotheidae. De soort behoort tot het geslacht Cilunculus. Cilunculus europaeus werd in 1978 voor het eerst wetenschappelijk beschreven door Stock. 